# Supercopa de Básquetbol de Chile 2021
La Supercopa de Chile 2021, llamada Supercopa  CDO+ by Cecinas Llanquihue 2021 por motivos de patrocinio, fue la segunda edición de la competencia creada en el 2019.
Esta segunda edición se disputó en Puerto Varas el 22 y el 23 de octubre de 2021 en un Final Four.
Universidad de Concepción se coronó campeón de la Supercopa 2021 obteniendo su primer trofeo de Supercopa.

## Participantes
Clasificaron el Campeón de la Liga Nacional de Básquetbol 2021 el Universidad de Concepción, el subcampeón de Liga Nacional de Básquetbol 2021 el Club Deportivo Valdivia, el Campeón de la Copa Chile de Básquetbol 2021 Atlético Puerto Varas y el Club de Deportes Las Ánimas como equipo de mejor rendimiento durante todo el año.
| Equipo                      | Clasificación                                   |
| --------------------------- | ----------------------------------------------- |
| Universidad de Concepción   | Campeón Liga Nacional de Básquetbol 2021        |
| Club Deportivo Valdivia     | Subcampeón Liga Nacional de Básquetbol 2021     |
| Atlético Puerto Varas       | Campeón Copa Chile de Básquetbol 2021           |
| Club de Deportes Las Ánimas | Equipo de mejor rendimiento durante todo el año |

## Desarrollo
|  | Semifinales               | Semifinales               | Semifinales           |                       |                           | Final                     | Final        | Final        |  |
|  |                           |                           |                       |                       |                           |                           |              |              |  |
|  |                           |                           |                       |                       |                           |                           |              |              |  |
|  | Universidad de Concepción | Universidad de Concepción | 81                    |                       |                           |                           |              |              |  |
|  | Universidad de Concepción | Universidad de Concepción | 81                    |                       |                           |                           |              |              |  |
|  | Las Ánimas                | Las Ánimas                | 57                    |                       |                           |                           |              |              |  |
|  | Las Ánimas                | Las Ánimas                | 57                    |                       | Universidad de Concepción | Universidad de Concepción | 67           |              |  |
|  |                           |                           |                       |                       | Universidad de Concepción | Universidad de Concepción | 67           |              |  |
|  |                           |                           | Atlético Puerto Varas | Atlético Puerto Varas | 64                        |                           |              |              |  |
|  | Atlético Puerto Varas     | Atlético Puerto Varas     | Atlético Puerto Varas | Atlético Puerto Varas | 64                        | 81                        |              |              |  |
|  | Atlético Puerto Varas     | Atlético Puerto Varas     |                       |                       |                           | 81                        |              |              |  |
|  | CD Valdivia               | CD Valdivia               | 70                    |                       |                           | Tercer lugar              | Tercer lugar | Tercer lugar |  |
|  | CD Valdivia               | CD Valdivia               | 70                    |                       |                           | Tercer lugar              | Tercer lugar | Tercer lugar |  |
|  |                           |                           |                       |                       |                           |                           |              |              |  |
|  |                           |                           |                       |                       |                           | Las Ánimas                | Las Ánimas   | 57           |  |
|  |                           |                           |                       |                       |                           | Las Ánimas                | Las Ánimas   | 57           |  |
|  |                           |                           |                       |                       |                           | CD Valdivia               | CD Valdivia  | 64           |  |
|  |                           |                           |                       |                       |                           | CD Valdivia               | CD Valdivia  | 64           |  |
|  |                           |                           |                       |                       |                           |                           |              |              |  |

## Campeón
|                                       |
| Universidad de Concepción 1.er título |
|                                       |